# Keith Yandle
Keith Yandle (* 9. September 1986 in Boston, Massachusetts) ist ein ehemaliger US-amerikanischer Eishockeyspieler. Der Verteidiger bestritt zwischen 2006 und 2022 insgesamt 1109 Partien in der National Hockey League (NHL), wobei er für die Phoenix/Arizona Coyotes, New York Rangers, Florida Panthers und Philadelphia Flyers auflief. Darüber hinaus hielt er von Januar bis Oktober 2022 den NHL-Rekord für die meisten Spiele in Serie.

## Karriere
Keith Yandle wurde im NHL Entry Draft 2005 in der vierten Runde als insgesamt 105. Spieler von den Phoenix Coyotes ausgewählt, die seit 2014 unter dem Namen Arizona Coyotes firmieren. Anschließend war der Verteidiger ein Jahr lang für die Moncton Wildcats aus der Ligue de hockey junior majeur du Québec aktiv, ehe er vor der Saison 2006/07 in den Kader des Farmteams der Coyotes aus der American Hockey League, der San Antonio Rampage, aufgenommen wurde. In der gleichen Spielzeit gab er sein Debüt in der National Hockey League für die Coyotes.
Kam Yandle in seiner ersten NHL-Saison nur auf zwei Scorerpunkte in sieben Spielen, so waren es in der Saison 2007/08 bereits zwölf Scorerpunkte, darunter fünf Tore, in 43 Spielen und schließlich in der Saison 2008/09 gar 30 Scorerpunkte, darunter vier Tore, in 69 Spielen.
Nach neun Jahren und über 550 NHL-Einsätzen gaben ihn die Coyotes im März 2015 samt Chris Summers und einem Viertrunden-Wahlrecht für den NHL Entry Draft 2015 an die New York Rangers ab. Im Gegenzug transferierten die Rangers Anthony Duclair, John Moore sowie zwei Entry-Draft-Wahlrechte (zweite Runde 2015 und erste Runde 2016) nach Arizona. Bereits nach etwas mehr als einem Jahr wurde Yandles Vertrag in New York nicht verlängert, sodass sich die Florida Panthers die Verhandlungsrechte an ihm für ein Sechstrunden-Wahlrecht im NHL Entry Draft 2016 sowie ein Siebtrunden-Wahlrecht im NHL Entry Draft 2017 sicherten und ihn im Anschluss mit einem Vertrag über sieben Jahre Laufzeit ausstatteten. Im Trikot der Panthers verzeichnete Yandle in der Saison 2018/19 mit 62 Scorerpunkten seine beste Offensivstatistik, während er zugleich einen neuen Franchise-Rekord in Florida aufstellte. Im März 2021 bestritt er sein insgesamt 1000. NHL-Spiel der regulären Saison.
Im Juli 2021 bezahlten ihm die Panthers seine zwei verbleibenden Vertragsjahre vorzeitig aus (buy-out), sodass er sich wenige Tage später als Free Agent im Rahmen eines Einjahresvertrages den Philadelphia Flyers anschließen konnte. Im Trikot der Flyers bestritt Yandle im Januar 2022 sein 965. Spiel in Serie, so verpasste er von März 2009 bis zu diesem Zeitpunkt keine einzige Partie der regulären Saison seines jeweiligen Teams. In dieser Kategorie übertraf er damit Doug Jarvis (964), der diesen NHL-Rekord 1987 aufgestellt hatte. Die Serie des Abwehrspielers endete schließlich wenig später nach insgesamt 989 Partien Anfang April 2022, als er aus sportlichen Gründen keine Berücksichtigung mehr im Kader der Flyers fand.
Im September 2022 gab Yandle das Ende seiner aktiven Karriere bekannt. Insgesamt hatte er 1109 NHL-Partien bestritten und dabei 619 Scorerpunkte verzeichnet. Bereits einen Monat später betritt Phil Kessel seine 990. NHL-Partie in Serie und übertraf somit Yandles Bestmarke. Yandle ist – unter anderem gemeinsam mit Ryan Whitney und Paul Bissonnette – Besitzer der Greensboro Gargoyles aus der ECHL.

### International
Auf internationalem Niveau debütierte Yandle bei der Weltmeisterschaft 2010, wobei er sechs Einsätze für die Nationalmannschaft der Vereinigten Staaten absolvierte.

## Erfolge und Auszeichnungen
| - 2006 Coupe-du-Président-Gewinn mit den Moncton Wildcats - 2006 LHJMQ First All-Star Team - 2006 Trophée Émile Bouchard - 2006 Defensiver LHJMQ-Spieler des Jahres - 2006 CHL First All-Star Team | - 2006 CHL Defenseman of the Year - 2007 Teilnahme am AHL All-Star Classic - 2011 Teilnahme am NHL All-Star Game - 2012 Teilnahme am NHL All-Star Game - 2019 Teilnahme am NHL All-Star Game |

## Karrierestatistik

### International
Vertrat die USA bei:
- Weltmeisterschaft 2010

(Legende zur Spielerstatistik: Sp oder GP = absolvierte Spiele; T oder G = erzielte Tore; V oder A = erzielte Assists; Pkt oder Pts = erzielte Scorerpunkte; SM oder PIM = erhaltene Strafminuten; +/− = Plus/Minus-Bilanz; PP = erzielte Überzahltore; SH = erzielte Unterzahltore; GW = erzielte Siegtore; 1 Play-downs/Relegation; Kursiv: Statistik nicht vollständig)

## Familie
Sein Bruder Brian Yandle war ebenfalls ein professioneller Eishockeyspieler.